# Павільйон Виспянського
Павільойн Виспянського 2000 — будівля з виставковими функціями, розташована в Старому місті Кракова, на розі вулиці Гродзька та площі Усіх Святих .
Будівля була зведена на вузькій ділянці, на місці зруйнованого в 1939 році кам'яниці «Pod Lipką», недалеко від Велопольського палацу, де зараз знаходиться Краківська мерія. У архітектурному конкурсі на проект забудови земельної ділянки після кам'яниці у 1992 році виграв проект корейця Nonchi Hwafong Wang.
Ідею побудови павільйону подав Анджей Вайда в рамках фестивалю Краків 2000 у 1998 році, який також запропонував вкомпонувати в передню стіну три нереалізовані вітражі Станіслава Виспянського. Дизайн павільйону був розроблений краківським архітектором Кшиштофом Інгарденом .
Будівництво павільйону було розпочато у 2005 році з археологічних досліджень, що фінансувалися Фондом «Виспянський 2000». Після завершення досліджень в середині 2006 року почалися будівельні роботи. Вартість будівництва склала 10,7 млн.злотих, з яких 3 млн.злотих було надано Міністерством культури і національної спадщини. Урочисте відкриття було зроблено мером міста Яцеком Майхровскім 2 червня 2007 року.
Будівля має декоративний фасад, що складається з спеціальної цегляної плитки, встановленої на металевих стрижнях. Їх належне налаштування дозволяє змінювати освітлення салону — на лівій стороні будівлі, де виставляється вітраж, вона затемнена, справа — відкрита і яскрава. Три вітражі були зроблені Петром Островським у Краківськім Закладі Вітражів С. Г. Зеленського згідно проекту Виспяньського для Вавельського собору, котрі свого часу влада не погодила для реалізації. Вони представляють Святого Станіслава , Казимира Великого і Генріха Побожного .
З 31 травня 2007 року Краківське Бюро Фестивальне керує павільйоном на основі договору оренди з Краківською міською радою. Тут розташований один з пунктів інформаційної мережі InfoKraków. У павільйоні Бюро проводить виставкову діяльність і орендує конференц-зал. Бюро також ініціювало серію зустрічей з мистецтвом для дітей.

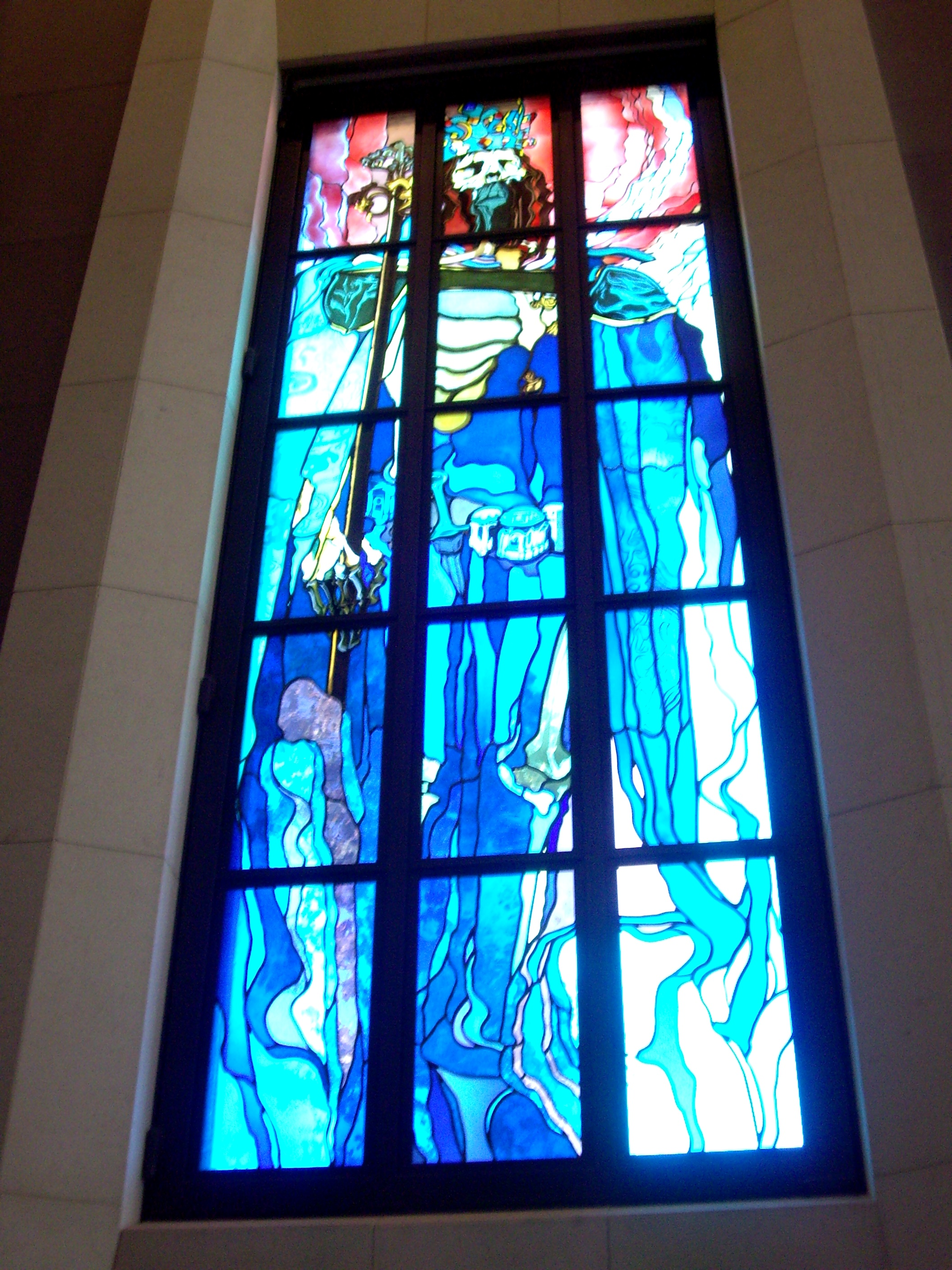
Вітраж, розроблений Виспянським - Казимир Великий
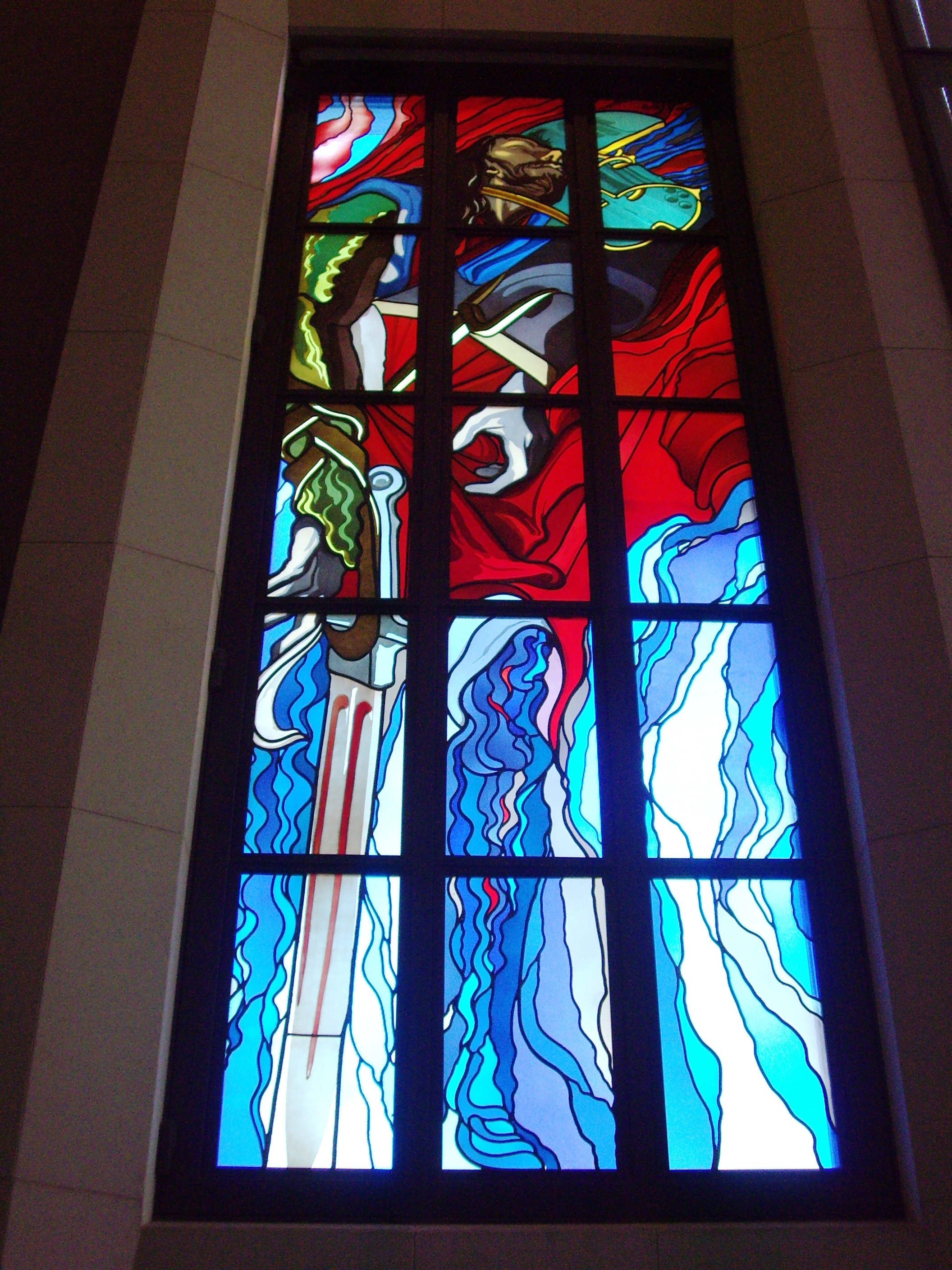
Вітраж, розроблений Виспянським - Генрік Побожний
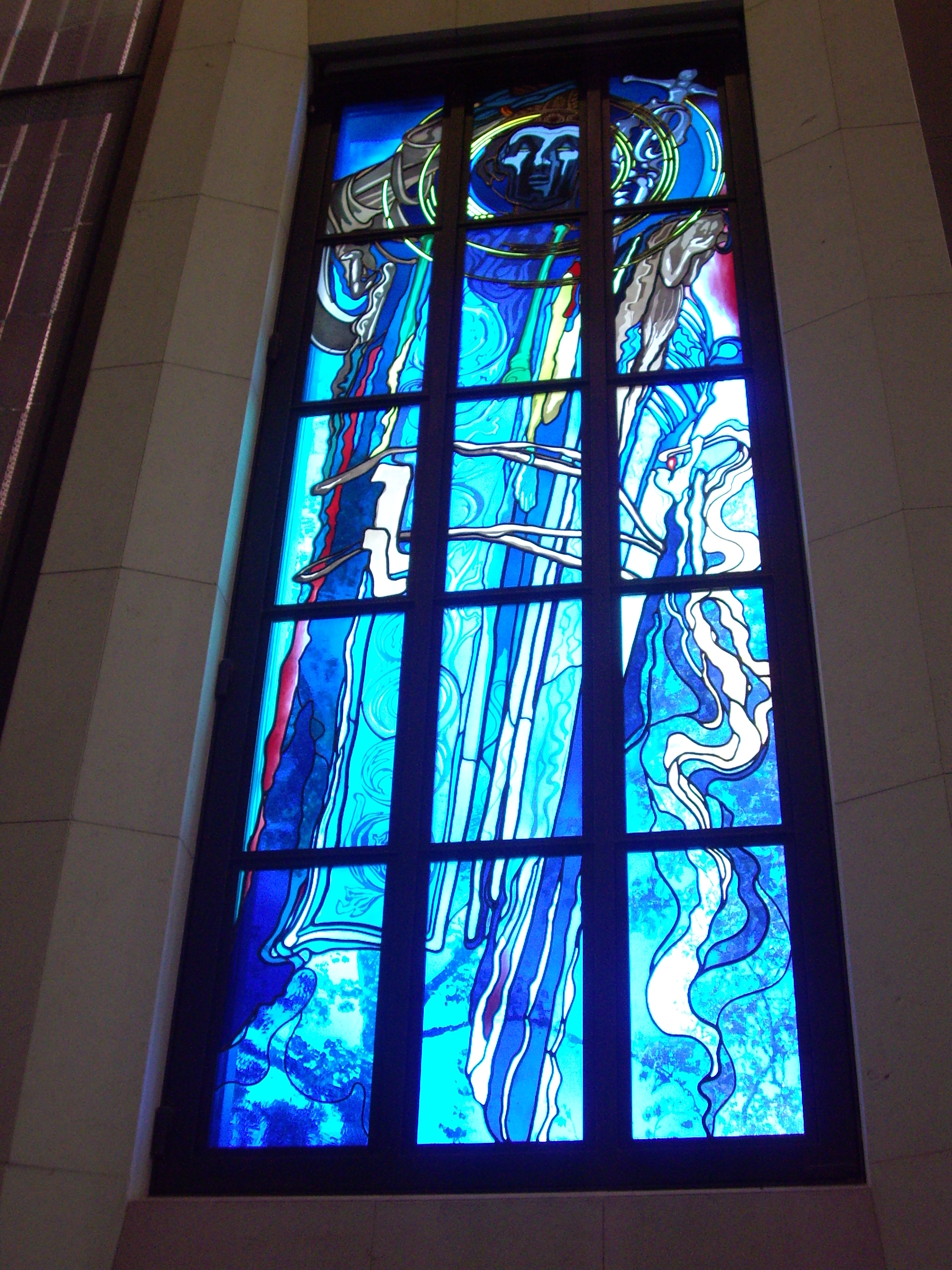
Вітраж розроблений Виспянським - Святий Станіслав